# Timothy McGee
Timothy "Tim" McGee er en fiktiv person i tv-serien NCIS, portrætteret af den amerikanske skuespiller Sean Murray.
Timothy McGee dukkede første gang op i episoden "Sub Rosa", hvor han var stationeret ved Norfolk, og blev forfremmet til "Field Agent" og bliver ansat på NCIS. Han fungerer som computerkonsulent og assisterer Abigail Sciuto i laboratoriet. 
Anthony DiNozzo har fundet på øgenavnene "McGeek", "McGoo" "McGoogle" og en masse andre navne baseret på "Mc"-delen af McGee's navn, han bruger også ofte udtrykket "Probie" (kort for "probationary agent"), som kan anses for et tegn på respekt, eller øgenavnet "Elf Lord", som er Gibbs' opfindelse. I sæson 7 går Tony delvist væk fra øgenavnene og kalder McGee Tim meget oftere.
Tim blev uddannet i biomedicinsk teknik ved Johns Hopkins University, og computer forensics på Massachusetts Institute of Technology (MIT). 
McGee er også en forfatter, skriver mysterium krimier, herunder en national bestseller, Deep Six, under pseudonymet Thom E. Gemcity (et anagram af hans navn), der byder på figurer baseret på hans kolleger og andre fra hans dagligdag. Han har også en sølv Porsche Boxster, som er blevet set i episoden "Twisted Sister". Han har en Apple iPhone smartphone, og bruger den ofte i efterforskningen. Han ejer en hund ved navn Jethro, opkaldt efter hans chef Leroy Jethro Gibbs.